# CD Tenerife
CD Tenerife je španjolski profesionalni nogometni klub iz Santa Cruz de Tenerife na Kanarskim otocima. Klub nastupa u Segundi División.

## Vanjske poveznice
- Webstranica kluba CD Tenerife

| Segunda División 2023./24. | Segunda División 2023./24. |
| --- | -------------------------- |
| |                            |
| Albacete • Alcorcón • Amorebieta • Andorra • Burgos • Cartagena • Eibar • Elche • Eldense • Espanyol • Huesca • Leganés • Levante • Mirandés • Racing Ferrol • Racing Santander • Real Oviedo • Real Zaragoza • Sporting Gijón • Tenerife • Valladolid • Villarreal B |                            |

| Segunda División 2023./24. | Segunda División 2023./24. |
| --- | -------------------------- |
| |                            |
| Albacete • Alcorcón • Amorebieta • Andorra • Burgos • Cartagena • Eibar • Elche • Eldense • Espanyol • Huesca • Leganés • Levante • Mirandés • Racing Ferrol • Racing Santander • Real Oviedo • Real Zaragoza • Sporting Gijón • Tenerife • Valladolid • Villarreal B |                            |